# Babin (powiat gryfiński)
Babin – osada w Polsce położona w województwie zachodniopomorskim, w powiecie gryfińskim, w gminie Trzcińsko-Zdrój.
W latach 1975–1998 miejscowość należała administracyjnie do województwa szczecińskiego.
Zachował się układ przestrzenny folwarków z czytelną kompozycją. Dominuje zabudowa gospodarcza murowana (kamienno-ceglana lub ceglana), o pierwotnej formie architektonicznej.

## Położenie
Osada położona jest 11 km na południowy wschód Trzcińska-Zdroju.
Zgodnie z podziałem fizycznogeograficznym Polski według Kondrackiego teren na którym położony jest Babin należy do prowincji Niziny Środkowoeuropejskiej, podprowincji Pojezierza Południowobałtyckiego, makroregionu Pojezierze Południowopomorskie oraz w końcowej klasyfikacji do mezoregionu Równina Gorzowska.

## Toponimia
Nazwa na przestrzeni wieków: Wawin 1337; Babbin 1338; Babyn 1392-93; Babin 1472; Sabbin 1499; Babin 1833; Bäbin do 1945.
Niemiecka nazwa pobliskiego jeziora to Babbin See (wzmianka z 1494).

## Historia
- VIII-poł. X w. – W widłach Odry i dolnej Warty znajduje się odrębna jednostka terytorialna typu plemiennego[5], prawdopodobnie powiązana z plemieniem Lubuszan. Na północy od osadnictwa grupy cedyńskiej oddzielały ją puszcze mosińska (merica Massen) i smolnicka (merica Smolnitz). Mieszkańcy zajmowali się gospodarką rolniczo-hodowlaną.
- 960–972 – Książę Mieszko I opanowuje tereny nadodrzańskie, obejmujące obręb późniejszej kasztelani cedyńskiej, ziemię kiniecką i kostrzyńską[6].
- 1005 (lub 1007) – Polska traci zwierzchność nad Pomorzem[7], w tym również nad terytorium w widłach Odry i dolnej Warty.
- 1112–1116 – W wyniku wyprawy Bolesława Krzywoustego, Pomorze Zachodnie uznaje zwierzchność lenną Polski.
- Pocz. XIII w. – Obszar na północ od linii Noteci-dolnej Warty i zachód od Gwdy w dorzeczu Myśli, Drawy, środkowej Iny, stanowi część składową księstwa pomorskiego; w niewyjaśnionych okolicznościach zostaje przejęty przez księcia wielkopolskiego Władysława Laskonogiego, a następnie jego bratanka, Władysława Odonica[8].
- 1250 – Margrabiowie brandenburscy z dynastii Askańczyków rozpoczynają ekspansję na wschód od Odry; z zajmowanych kolejno obszarów powstaje następnie Nowa Marchia.
- 1320–1323 – Po wygaśnięciu dynastii askańskiej, Nowa Marchia przejściowo przechodzi we władanie książąt pomorskich.
- 1323 – Władzę w Nowej Marchii obejmują Wittelsbachowie.
- 1337 – Wzmianka w księdze ziemskiej margrabiego brandenburskiego Ludwika Starszego pod nazwą Wawin, w ziemi chojeńskiej: Wawin XXX mansos et fruit deserta[9] – wieś liczy 30 łanów, ale jest opuszczona.
- 1338 – Helmbrich Butz otrzymuje od margrabiów bedę z 30 łanów in villa Babbin[10]
- 1402-1454/55 – Ziemie Nowej Marchii pod rządami zakonu krzyżackiego.
- 21.11.1517 – List lenny elektora Joachima stwierdza, że Claus, Melchior i Hans von der Marwitz ze Smolnicy, Zachariasz i Kaspar z Marwic, Piotr z Grzymiradza i Otto ze Stanowic posiadają do wspólnej ręki m.in. Zielin, połowę opuszczonych pól Babina, jezioro Warnice na warnickim polu, młyn Wielki Smoliniec z obydwoma jeziorami, staw Kuckuck z miejscem młyna, rzekę Smolnicę od młyna Smoliniec Mały po las Dębna, Smolnicę oraz Grzymiradz[11].
- 1535–1571 – Za rządów Jana kostrzyńskiego Nowa Marchia staje się niezależnym państwem w ramach Świętego Cesarstwa Rzymskiego.
- 1538 – Margrabia Jan kostrzyński oficjalnie wprowadza na terenie Nowej Marchii luteranizm jako religię obowiązującą.
- II poł. XVII w. – Rejestry dóbr i powinności szlacheckich wymieniają: Maurycy I von der Marwitz ze Smolnicy posiada część Grzymiradza, pola opuszczonego Babina, 16 łanów w Zielinie, 16,5 łanów w Smolnicy; Barbara, wdowa po Mikołaju (Clausie) posiada 10 łanów w Smolnicy; Baltazar w 1575 bez konsensu władcy zakupuje 2 łany w Smolnicy; dziedzice Baltazara mają 7,5 łana w Smolnicy[12].
- 1701 – Powstanie Królestwa Prus.
- XIX w. – Babin stanowią dwa folwarki - jeden należący do majątku Smolnica, drugi do majątku Warnice.
- 1806–1807 – Nowa Marchia pod okupacją wojsk napoleońskich; na mocy traktatu w Tylży w dniu 12.07.1807 wojska francuskie opuszczają terytorium państwa pruskiego z wyjątkiem niektórych ważniejszych twierdz, pod warunkiem spłaty bądź zabezpieczenia nałożonej na Prusy kontrybucji wojennej.
- 1807-1811 – Reformy gospodarcze Steina-Hardenberga dotyczące zniesienia poddaństwa chłopów w Prusach.
- 1815-1818 – Reformy administracyjne Prus zmieniają strukturę Nowej Marchii; wieś należy do powiatu Chojna, w rejencji frankfurckiej, w prowincji brandenburskiej.
- 1871-1918 – Nowa Marchia w ramach Cesarstwa Niemieckiego.
- Początek XX w. – Babin występuje jako samodzielne gospodarstwo Paula Luttmanna. Majątek obejmuje 218 ha ziemi (w tym 195 ha gruntów uprawnych), hodowane jest bydło rogate i trzoda chlewna.

## Ludność
| Rok      | Ludność |
| -------- | ------- |
| ok. 1820 | 34      |
| 1852     | 52      |
| 2005     | 88      |
| 2009     | 80      |

## Organizacje i instytucje
- Osada należy do sołectwa Piaseczno.